# گوتلوب ارنست شولتسه
گوتلوب ارنست شولتسه (آلمانی: [ˈʃʊltsə] ; 23 اوت ۱۷۶۱–۱۴ ژانویه ۱۸۳۳) فیلسوف آلمانی بود که در هلدرونگن در حوزه انتخابیه ساکسونی (تورینگن امروزی، در آلمان) به دنیا آمد. او پدربزرگِ ارنست شولتسه، بیوشیمی‌دان پیشگام بود.

## زندگی‌نامه
شولتسه استاد ویتنبرگ، هلمشتد و گوتینگن بود. تأثیرگذارترین کتاب او Aenesidemus (1792)، یک جدلشکاکانه علیه نقد عقل محض امانوئل کانت و فلسفهٔ عناصر کارل لئونهارد راینهولد بود.
او در گوتینگن به شاگردش آرتور شوپنهاور توصیه کرد که بر فلسفه‌های افلاطون و کانت تمرکز کند. این توصیه تأثیر زیادی بر فلسفهٔ شوپنهاور داشت. در ترم زمستانی ۱۸۱۰ و ۱۸۱۱، شوپنهاور هم روان‌شناسی و هم متافیزیک را زیر نظر شولتسه مطالعه کرد.
شولتسه در ۱۴ ژانویه ۱۸۳۳ در گوتینگن درگذشت.

## نقل‌قول‌ها
- بر اساس نقد عقل محض، کارکرد اصل علیت همه فلسفه‌ورزی‌ها دربارهٔ کجایی یا چگونگی منشأ شناخت‌های ما را زیر سؤال می‌برد. همه ادعاها در این مورد، و هر نتیجه‌ای که از آن‌ها گرفته می‌شود، به تیزبینی‌های پوچ بدل می‌شوند، زیرا به محض اینکه موجبیت آن اصل را به عنوان قاعده فکری‌مان بپذیریم، هیچ‌گاه نمی‌توانیم بپرسیم که «آیا چیزی وجود دارد که بنیاد و علت بازنمایی‌های ماست؟». فقط می‌توانیم بپرسیم «چگونه فاهمه باید این بازنمایی‌ها را، مطابق با کارکردهای از پیش‌تعریف‌شدهٔ فعالیتش، به هم پیوند دهد، تا آن‌ها را به‌عنوان یک تجربهٔ واحد باهم جمع کند؟»[۲]